# Cechenena chimaera
Cechenena chimaera är en fjärilsart som beskrevs av Rothschild 1894. Cechenena chimaera ingår i släktet Cechenena och familjen svärmare. Inga underarter finns listade i Catalogue of Life.